# Justin Christian
Pour les articles homonymes, voir Christian.
Justin Barnett Christian (né le 3 avril 1980 à Lincoln, Nebraska, États-Unis) est un voltigeur des Ligues majeures de baseball jouant pour les Giants de San Francisco.

## Carrière
Justin Christian joue son premier match dans le baseball majeur pour les Yankees de New York le 24 juin 2008. Il réussit deux coups sûrs à sa première partie contre le lanceur Tom Gorzelanny des Pirates de Pittsburgh. Il joue 28 parties en 2008 pour les Yankees et présente une moyenne au bâton de ,250 avec six points produits et sept buts volés.
Rétrogradé dans les ligues mineures, Christian est engagé par les Orioles de Baltimore et rejoint leur club-école de Norfolk dans la Ligue internationale en 2009 avant de revenir dans le giron des Yankees en mai 2010 après avoir été opéré à l'épaule l'automne précédent. Il ne joue toutefois qu'en ligues mineures dans l'organisation new-yorkaise en 2010.
En février 2011, il signe comme agent libre avec les Giants de San Francisco. L'équipe lui fait jouer 18 matchs au cours de la saison 2011 et il frappe pour ,255 de moyenne au bâton durant cette période avec quatre points produits et trois buts volés.